# Bentley Little
Bentley Little (ur. 1960 w Mesie w stanie Arizona) – amerykański pisarz, autor horrorów.
Ukończył studia licencjackie (1994) i magisterske (1996) na California State University. Otrzymał Nagrodę Brama Stokera (za swój debiut powieściowy The Revelation) i trzy nominacje do tej nagrody (za powieści The Summoning i The Haunted  oraz zbiór opowiadań The Collection). Jego opowiadanie The Washingtonians doczekało się adaptacji telewizyjnej jako odcinek serialu Mistrzowie horroru (polski tytuł odcinka Bractwo Waszyngtona)
Mieszka w Fullerton w stanie Kalifornia.

## Dzieła

### Powieści
- The Revelation (1990)
- The Mailman (1991)
- Death Instinct (1992 pod pseudonimem Phillip Emmons; wydanie polskie 2008 Instynkt śmierci)
- The Summoning (1993)
- The Night School (1994)
- Dominion (1995; wydanie polskie 2009 Dominium)
- The Store (1996)
- The House (1997)
- The Ignored (1997)
- Guests (1997)
- The Walking (2000)
- The Town (2000)
- The Association (2001)
- The Return (2002)
- The Policy (2003)
- The Resort (2004)
- Dispatch (2005)
- The Burning (2006; wydanie polskie 2009 Pociąg upiorów)
- The Vanishing (2007)
- The Academy (2008)
- His Father's Son (2009)
- The Disappearance (2010)
- The Haunted (2012)
- The Influence (2013)
- The Consultant (2015)
- The Handyman (2017)

### Zbiory opowiadań
- Murmurous Haunts (1997)
- The Collection (2002)
- Four Dark Nights (2002; wraz z 4 innymi autorami)
- Indignities of the Flesh (2012)
- Cut Corners Volume 1 (2012; wraz z 2 innymi autorami)

### Nowele
- Bumblebee (1991)
- Miles to Go Before I Sleep (1991)
- Escape (1993)
- Hunting (2006)
- The Mall (2006)
- The Circle (2013)

### Opowiadania
- Witch Woman (1985)
- The Backroom (1985)
- Children's Hospital (1986)
- The Burning (1986)
- Comes the Bad Time (1987)
- Lethe Dreams (1987)
- Loony Tune (1987)
- Runt (1987)
- Snow (1987)
- The Garage Sale (1987)
- The Show (1987)
- Projections (1987)
- Coming Home Again (1988)
- Estoppel (1988)
- Paperwork (1988)
- Skin (1988)
- The Janitor (1988)
- The Mailman (1988)
- The Mythos (1988)
- The Survivalist (1988)
- Against the Pale Sand (1989)
- And I am Here, Fighting with Ghosts (1989)
- Last Rodeo on the Circuit (1989)
- The Baby (1989)
- The Black Ladies (1989)
- The Bug (1989)
- The Car Wash (1989)
- The Sanctuary (1989)
- Deadmom (1990)
- Even the Dead (1990)
- Gingerbread (1990)
- The Beach (1990)
- The Pounding Room (1990)
- The Stairway (1990)
- Blood (1990)
- Pillow Talk (1991)
- The Bastille (1991)
- The Idol (1991)
- The Town (1991)
- The Potato (1991)
- Afterbirth of a Nation (1992; wraz z 3 innymi autorami)
- Happy Birthday Dear Tama (1992)
- Rodeo Clown (1992)
- The Phonebook Man (1992)
- The Washingtonians (1992)
- Possession (1992)
- Hermanos De El Noche (1993)
- Monteith (1993)
- Roommates (1993)
- The Man in the Passenger Seat (1993)
- The Woods Be Dark (1993)
- Llama (1993)
- Deadipus Rex (1993)
- From the Mouths of Babes (1994)
- The Numbers Game (1994)
- The Pond (1994)
- In the Warehouse (1997)
- The Murmurous Haunt of Flies (1997)
- Life with Father (1998)
- Playing with Fire (1998)
- Connie (1999)
- Cockoo Clock (1999)
- The Theatre (1999; wydanie polskie 2002 Teatr)
- Tree Hugger (2000)
- The Move (2001)
- The Riders (2001)
- After the Date (2002)
- Bob (2002)
- The Lady Down the Street (2002)
- Last Word (2003)
- The Planting (2003)
- The Devils Hand (2004)
- We Find Things Old (2004)
- The Addition (2004)
- Pop Star in the Ugly Bar (2005)
- Finding Father (2005)
- Slam Dance (2007)
- The Station (2008)
- The Wheel (2010)
- We (2010)
- Strange Skin (2010)
- Jammers (2010)
- Meeting Joanne (2011)
- Dogleg (2011)
- Mom (2011)
- The Miracle (2012)
- Brushing (2012)
- Documented Miracles (2012)
- Happy Birthday, Dear Tama (2012)
- Loony Tunes (2012)
- The Piñata (2012)
- Valet Parking (2012)
- Conversation Between Two Women Overheard at My Dentist's Office (2012)
- My Father Knew Douglas MacArthur (2013)
- Notes for an Article on Bainbridge Farm (2013)
- In the Room (2013)
- The Pen (2014)

### Eseje
- Introduction (The Cellar) (1997)
- Introduction (The Dark Fantastic) (2001)
- Introduction (Dark Duets: Musical Mayhem) (2005)
- Introduction (Ruthless) (2010)

### Redakcja antologii
- The Best of Horror Library: Volumes 1-5 (2015)